# Virgen de Fátima (Paraguay)
Virgen de Fátima (anteriormente conocido como Línea 32) es una localidad paraguaya del departamento de Boquerón, ubicada en el kilómetro 435 de la ruta PY12, a unos 472 km de Asunción.

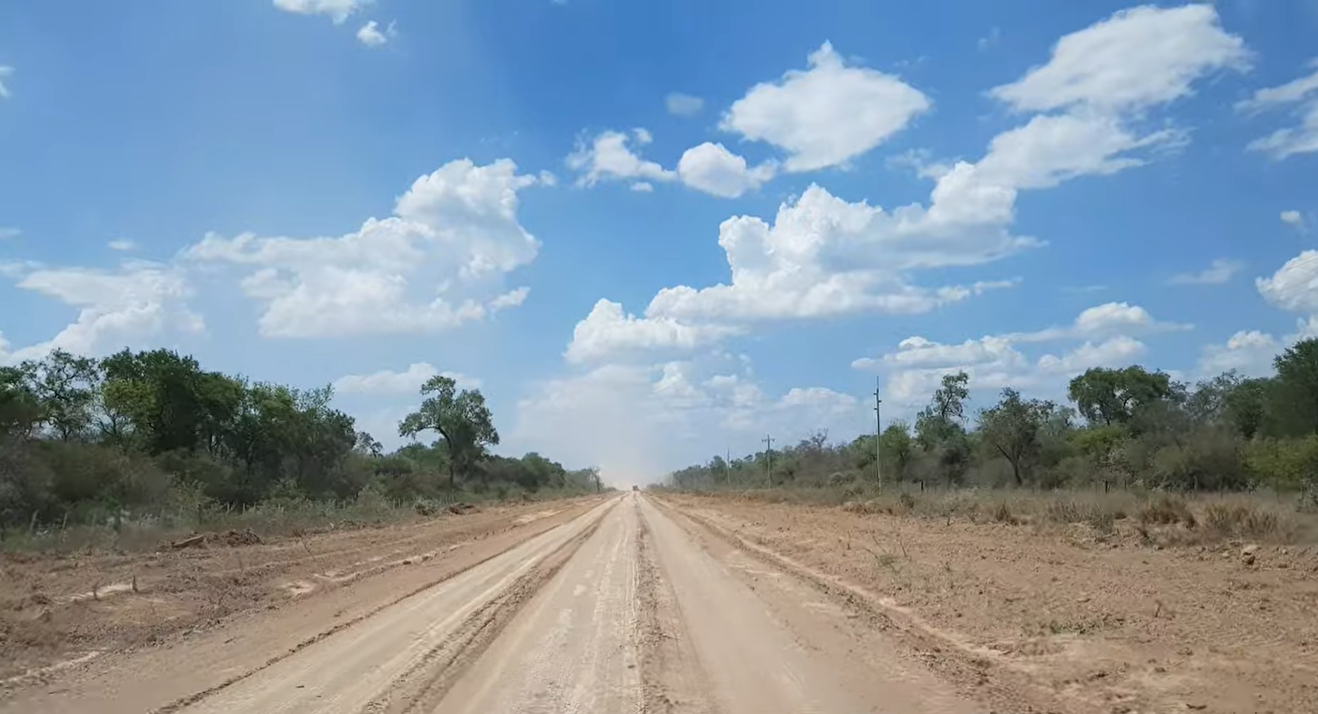
Ruta PY12 camino a Virgen de Fátima.

Actualmente la localidad se encuentra escasamente poblada, contando con unos 300 habitantes aproximadamente y forma parte administrativamente del municipio de Boquerón (Ex Neuland), ubicado a unos 149 kilómetros de distancia.

## Toponimia
Recibe su nombre en honor a la Virgen de Fátima, una advocación de la Virgen María que es venerada en la religión católica.
Su antiguo nombre de Línea 32 hace referencia al camino en el que se encuentra el poblado, ya que los caminos principales de esta zona del Chaco Central están numerados, por ejemplo: Línea 1, Línea 2, etc.

## Geografía
Virgen de Fátima se ubica en el kilómetro 135 de la ruta PY12, cercano a unos 20 km al norte de la Cañada La Madrid, el canal artificial paraguayo por donde pasan las aguas del Río Pilcomayo. Al oeste limita con Magariños, al noroeste con Santa María de los Doce Apóstoles, al norte y noreste con Pirizal, y al este con la Comunidad Indígena Yishinachat, al sureste con Fortín General Díaz. Al sur con Misión San Leonardo, y al suroeste con Misión San José del Estero, respectivamente.
| Noroeste: Santa María de los Doce Apóstoles | Norte: Pirizal           | Nordeste: Pirizal                    |
| Oeste: Magariños                            |                          | Este: Comunidad Indígena Yishinachat |
| Suroeste: Misión San José del Estero        | Sur: Misión San Leonardo | Sureste: Fortín General Díaz         |

## Clima
El clima en Virgen de Fátima se puede clasificar como semiárido cálido según Köppen, uno de los climas más extremos y hostiles del territorio paraguayo, caracterizado por sus altas temperaturas, con máximas que llegan hasta los 46 °C a la sombra en verano y mínimas de hasta −7 °C en invierno. El verano suele ser húmedo y presentar algunas pocas lluvias, mientras que el invierno suele ser extremadamente seco.

## Infraestructura
La infraestructura de la zona actualmente es escasa e insuficiente, pero se espera que con las inversiones del gobierno paraguayo en mejoramiento de caminos la zona empiece a crecer más en los siguientes años.

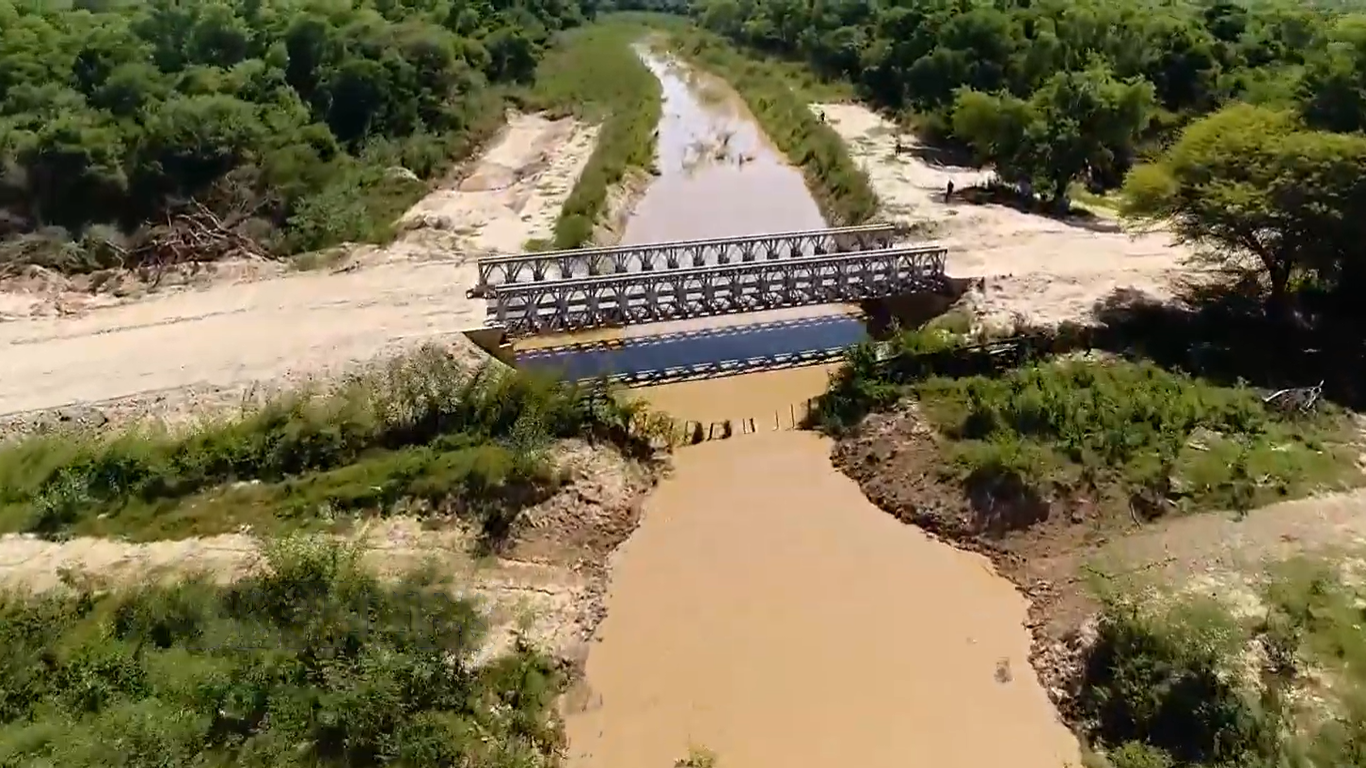
Puente sobre el Arroyo Toro Mocho (afluente del Rio Pilcomayo) que une Virgen de Fátima con Fortín General Díaz.

La localidad cuenta con algunas instituciones públicas como: una escuela, una comisaría y un centro de salud. También cuenta con algunas empresas como: despensas, minimercados, etc.

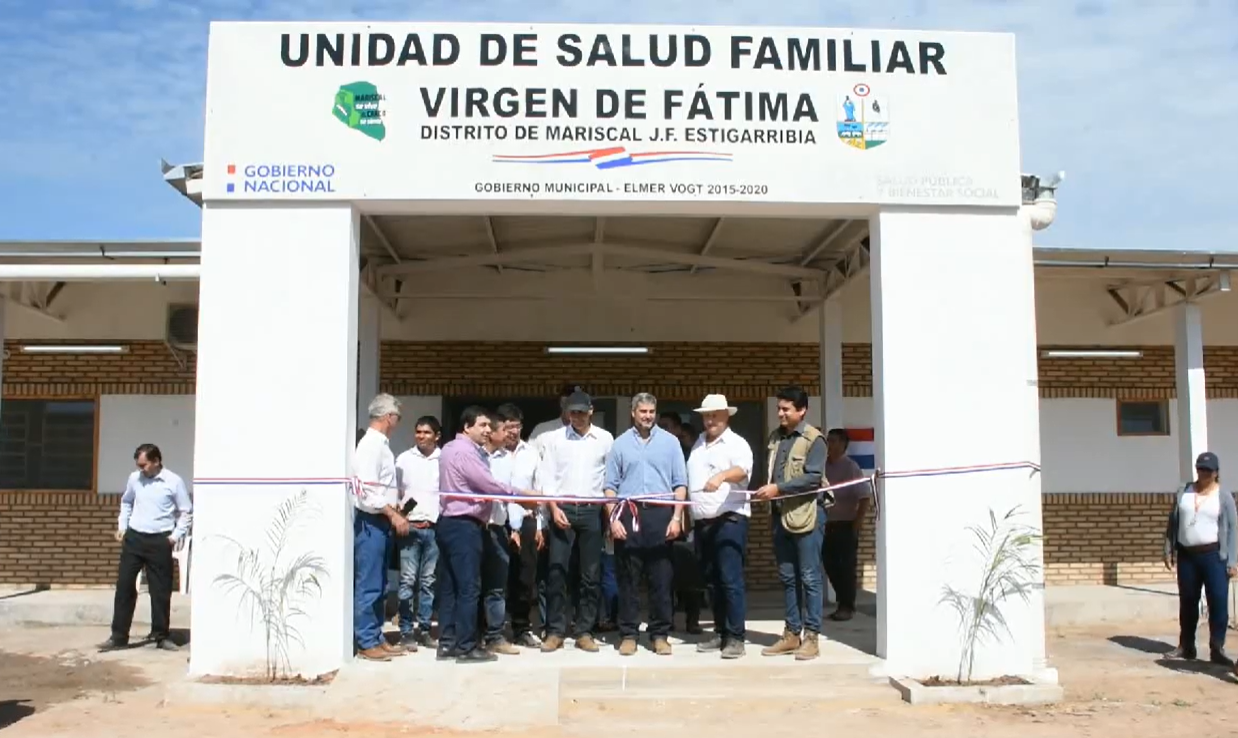
Centro de Salud en Virgen de Fátima.